# Eucharidema apora
Eucharidema apora är en fjärilsart som beskrevs av Louis Beethoven Prout 1922. Eucharidema apora ingår i släktet Eucharidema och familjen mätare. Inga underarter finns listade i Catalogue of Life.